# 阿尔卡季·斯维斯图诺夫
阿尔卡季·尼古拉耶维奇·斯维斯图诺夫（羅馬化：Arkadiy Nikolayevich Svistunov；1965年4月28日—）是俄罗斯政治人物，第五届和第八届国家杜马代表。
1990年从克格勃高等学校毕业后，斯维斯图诺夫曾在多家企业工作，包括中心服务公司、伏尔加卡马银行、商业抵押贷款银行和索契投资银行。2002年，他被任命为俄罗斯工业通讯银行副行长。后来，他担任索契商业抵押和投资银行区域发展部的负责人。2007年他当选第五届国家杜马代表。2021年，他再次当选第八届国家杜马议员。